# داوید فیشر
داوید فیشر (به انگلیسی: David Fisher) معمار برجسته و مهندس سازه ایتالیایی - اسرائیلی است.
داوید فیشر فارغ‌التصیل دانشگاه فلورانس در رشته معماری است. وی طراح اولین برج گردان جهان که قرار است در دبی ساخته شود است که به دور محور خود خواهد چرخید.